# 小行星3489
小行星3489（英語：3489 Lottie）是一颗围绕太阳公转的小行星。1983年1月10日，K. E. Herkenhoff、G. W. Ojakangas在帕洛马山发现了此天体。
这颗小行星的绝对星等为46.28904968679077等。